# 卢深
盧深（?—870年），字號、籍貫不詳。
唐宣宗大中二年（848年）戊辰科狀元，主考官是禮部侍郎封敖。咸通七年（866年）三月，入翰林院。是年七月為兵部員外郎。咸通九年（869年）十月，官拜中书舍人。唐懿宗咸通十年（870年）十一月迁户部侍郎知制诰，是年十二月卒於任上。